# Igor Coronado
Igor Caique Coronado, meglio noto come Igor Coronado (Londrina, 18 agosto 1992), è un calciatore brasiliano naturalizzato italiano, centrocampista del Sharjah.

## Caratteristiche tecniche
Giocatore molto dinamico, duttile, veloce, e abile nel dribbling, oltre il predefinito ruolo di trequartista può giocare anche come prima o seconda punta, esterno di centrocampo o attacco e persino come centrocampista centrale.

## Carriera

### Primi anni
Brasiliano di nascita, si trasferisce a 12 anni nel Regno Unito, dove incomincia a giocare nelle giovanili del Milton Keynes Dons Football Club, squadra militante nella terza divisione britannica. Dopo un passaggio al Grasshoppers B in Svizzera e in due formazioni inglesi, il Banbury United e l'Aylesbury Utd, approda nella massima lega calcistica maltese giocando per il Floriana.

### Arrivo in Italia: Trapani
Dopo un breve periodo di prova, il 14 agosto 2015 passa in prestito con diritto di riscatto al Trapani, in Serie B. Con la squadra siciliana realizza 7 reti in 37 partite di campionato (8 in 41 contando anche i play-off), sfiorando la promozione in Serie A fallita solo nella finale contro il Pescara. Il 22 giugno seguente viene riscattato dal club granata. L'11 gennaio 2017 rinnova con la compagine siciliana fino al 2019.
Conclude l'esperienza granata con 18 reti in 71 presenze e con la retrocessione del club siciliano in Serie C, al termine del campionato 2016-2017.

### Palermo
L'11 luglio 2017 viene ufficializzato il suo passaggio al Palermo, squadra appena retrocessa in Serie B con cui firma un contratto quadriennale. Il 9 settembre seguente segna la sua prima rete in rosanero (il goal del 2 a 0) nella partita interna pareggiata 3-3 contro l'Empoli. Il 25 marzo 2018 realizza la sua prima tripletta in Italia nella vittoria in casa per 4-0 contro il Carpi.. Nella Serie B 2017-2018 con il Palermo segna 9 reti in 42 partite giocate.

### Sharjah
Il 16 luglio 2018 viene ceduto agli emiratini dello Sharjah, squadra con cui firma un contratto quadriennale da 1,2 milioni a stagione.

### Al-Ittihād
Il 7 luglio 2021 firma per i sauditi dell'Al-Ittihad.

## Statistiche

### Presenze e reti nei club
Statistiche aggiornate al 24 maggio 2025.
| Stagione           | Squadra            | Campionato         | Campionato | Campionato | Coppe nazionali | Coppe nazionali | Coppe nazionali | Coppe continentali | Coppe continentali | Coppe continentali | Altre coppe | Altre coppe | Altre coppe | Totale | Totale |
| Stagione           | Squadra            | Comp               | Pres       | Reti       | Comp            | Pres            | Reti            | Comp               | Pres               | Reti               | Comp        | Pres        | Reti        | Pres   | Reti   |
| ------------------ | ------------------ | ------------------ | ---------- | ---------- | --------------- | --------------- | --------------- | ------------------ | ------------------ | ------------------ | ----------- | ----------- | ----------- | ------ | ------ |
| 2011-2012          | Grasshoppers II    | PL                 | 11         | 1          | -               | -               | -               | -                  | -                  | -                  | -           | -           | -           | 23     | 15     |
| ago.-ott. 2012     | Banbury United     | SFL                | 4          | 1          | FACup           | 0               | 0               | -                  | -                  | -                  | FAT         | 0           | 0           | 4      | 1      |
| nov. 2012-2013     | Floriana           | PL                 | 11+10      | 4+10       | MC              | 2               | 1               | -                  | -                  | -                  | -           | -           | -           | 23     | 15     |
| 2013-2014          | Floriana           | PL                 | 22+9       | 10+4       | MC              | 2               | 1               | -                  | -                  | -                  | -           | -           | -           | 33     | 15     |
| 2014-2015          | Floriana           | PL                 | 1+10       | 0+5        | MC              | 0               | 0               | -                  | -                  | -                  | -           | -           | -           | 11     | 5      |
| Totale Floriana    | Totale Floriana    | Totale Floriana    | 34+29      | 14+19      |                 | 4               | 2               |                    | -                  | -                  |             | -           | -           | 67     | 35     |
| 2015-2016          | Trapani            | B                  | 37+4       | 7+1        | CI              | 1               | 0               | -                  | -                  | -                  | -           | -           | -           | 42     | 8      |
| 2016-2017          | Trapani            | B                  | 34         | 11         | CI              | 2               | 1               | -                  | -                  | -                  | -           | -           | -           | 36     | 12     |
| Totale Trapani     | Totale Trapani     | Totale Trapani     | 71+4       | 18+1       |                 | 3               | 1               |                    | -                  | -                  |             | -           | -           | 78     | 20     |
| 2017-2018          | Palermo            | B                  | 38+4       | 9          | CI              | 1               | 0               | -                  | -                  | -                  | -           | -           | -           | 43     | 9      |
| 2018-2019          | Sharjah            | AGL                | 26         | 17         | CdL             | 2+              | 2               | -                  | -                  | -                  | -           | -           | -           | 28+    | 19     |
| 2019-2020          | Sharjah            | AGL                | 11         | 7          | CdL             | 4               | 3               | ACL                | 4                  | 2                  | SUAE        | 1           | 0           | 20     | 12     |
| 2020-2021          | Sharjah            | AGL                | 25         | 17         | CB              | 2+              | 2               | ACL                | 3                  | 0                  | SUAE        | 1           | 0           | 31+    | 19     |
| Totale Sharjah     | Totale Sharjah     | Totale Sharjah     | 62         | 41         |                 | 8+              | 7               |                    | 7                  | 2                  |             | 2           | 0           | 79+    | 50     |
| 2021-2022          | Al-Ittihad         | SPL                | 19         | 5          | KC              | 2               | 0               | -                  | -                  | -                  | -           | -           | -           | 21     | 5      |
| 2022-2023          | Al-Ittihad         | SPL                | 28         | 6          | KC              | 3               | 0               | -                  | -                  | -                  | SS          | 2           | 0           | 33     | 6      |
| 2023-feb. 2024     | Al-Ittihad         | SPL                | 15         | 5          | KC              | 0               | 0               | ACL                | 1                  | 0                  | CdC+Cmc     | 4+2         | 0+0         | 22     | 5      |
| Totale Al Ittihad  | Totale Al Ittihad  | Totale Al Ittihad  | 62         | 16         |                 | 5               | 0               |                    | 1                  | 0                  |             | 8           | 0           | 76     | 16     |
| 2024               | Corinthians        | A1/SP+A            | 1+30       | 0+1        | CB              | 6               | 0               | CS                 | 8                  | 3                  | -           | -           | -           | 45     | 4      |
| 2025               | Corinthians        | A1/SP+A            | 9+6        | 2+1        | CB              | 1               | 0               | CL+CS              | 1+5                | 0+0                | -           | -           | -           | 22     | 3      |
| Totale Corinthians | Totale Corinthians | Totale Corinthians | 10+36      | 2+2        |                 | 7               | 0               |                    | 14                 | 3                  |             | -           | -           | 67     | 7      |
| Totale carriera    | Totale carriera    | Totale carriera    | 369        | 124        |                 | 28+             | 10              |                    | 23                 | 5                  |             | 10          | 0           | 429+   | 139    |

## Palmarès

### Club

#### Competizioni nazionali
- Campionato emiratino: 1

Sharjah: 2018-2019
- Supercoppa degli Emirati Arabi Uniti: 1

Sharjah: 2019
- Supercoppa saudita: 1

Al Ittihad: 2022
- Campionato saudita: 1

Al Ittihad: 2022-2023

#### Competizioni statali
- Campionato paulista: 1

Corinthians: 2025